# Ka-115
Ka-115 Moskwiczka jest projektowanym, lekkim, jednosilnikowym śmigłowcem wielozadaniowym z podwójnym wirnikiem głównym w układzie Kamowa przeznaczonym m.in. do takich zastosowań jak transport pasażerów i ładunków, służby awaryjne, ratunkowe (SAR) i zadania patrolowe. Napędzany silnikiem Pratt & Whitney/Klimov PW 206K/2, wyposażony w podwozie płozowe.